# Phrynarachne clavigera
Phrynarachne clavigera är en spindelart som beskrevs av Simon 1903. Phrynarachne clavigera ingår i släktet Phrynarachne och familjen krabbspindlar.
Artens utbredningsområde är Madagaskar. Inga underarter finns listade i Catalogue of Life.